# 2-nitrofenolo 2-monoossigenasi
La 2-nitrofenolo 2-monoossigenasi è un enzima appartenente alla classe delle ossidoreduttasi, che catalizza la seguente reazione:
2-nitrofenolo + NADPH + H+ + O2 ⇄ catecolo + nitrito + NADP+ + H2O
L'enzima è coinvolto nel metabolismo dei composti  nitro-aromatici in Pseudomonas putida.